# Agama mehelyi
Agama mehelyi är en ödleart som beskrevs av  Gustav Tornier 1902. Agama mehelyi ingår i släktet Agama och familjen agamer. Inga underarter finns listade i Catalogue of Life.